# Har Do Ab Rud
Har Do Ab Rud (em persa: هردوابرود, também romanizada como Har Do Āb Rūd) é uma aldeia do distrito rural de Langarud, no condado de Abbasabad, da província de Mazandaran, Irã.
No censo de 2006, sua população era de 285 habitantes, em 86 famílias.